# Championnat de France de hockey sur glace 1963-1964
Saison précédente Saison suivante
La saison 1963-1964 est la 43e saison du championnat de France de hockey sur glace.

## Bilan
20e titre de champion de France pour le Chamonix Hockey Club devant Boulogne 2e et Saint Gervais 3e.